# 祝之明
祝之明，主任医师、教授，中国医师学会内分泌专委会常务委员，担任《中华内分泌代谢病》、《中华糖尿病杂志》等刊物编委。入选中华人民共和国教育部2007年度"长江学者"特聘教授。